# Процесії в Бельгії та Франції за участю гігантських ляльок
Процесії велетнів та драконів (фр. Géants et dragons processionnels) у Бельгії та Франції — це набір фольклорних дійств із велетенськими процесіями, які були внесені ЮНЕСКО до списків нематеріальної культурної спадщини у 2008 році, спочатку оголошених у листопаді 2005 року.
Через ці фестивалі та їхні гіганти це стосується набору гігантських проявів, характерних для кожної країни. У випадку Бельгії це свята Дендермонде (Ommegang van Dendermonde), Мехелен (Ommegang van Mechelen), Монс (Ducasse de Mons, і бій, який називається «Lumeçon»), Ат (Ducasse d' Ath) і Брюссель (Meyboom). Для Франції це свята в Дуе (свято Гаяна) і Касселя (карнавал), а також тотемні тварини та їх святкування в Тарасконі та Пезені (Марді Гра, урочисте відкриття Мірондели мистецтв у першу неділю липня).
Це проголошення дозволяє оцінити ці популярні фестивалі та захистити їх.

## Тло
Процесії гігантів — це гігантська костюмована фігура, яка представляє вигадану або реальну істоту. Традиція, успадкована від середньовічних обрядів, свідчить про те, що його носять і танцюють на вулицях під час процесій або фестивалів. Його фізіономія та розмір є змінними, а його назва змінюється залежно від регіону; у фламандців він відомий під назвою reus, у пікардійців він називається gayant. Великі біблійні постаті в процесії також служили меті катехизації переважно неписьменного населення.

## Бельгія
На території Бельгії налічується близько 1500 гігантів. Їх поява відноситься до 15 століття; Голіаф з Нівеля, який згадується ще в 1457 році, є найстарішим відомим бельгійським велетнем. У Бельгії також є найбільший велетень у Європі; Жана Терпіна з Ніувпорта, що перевищує 11 метрів (36 фут).
Культурна спадщина Бельгії включає такі події:
- Дюкасе д'Ат (вилучено у 2022 році)[4]
- Ducasse de Mons
- Meyboom of Brussels
- Ommegang van Dendermonde
- Оммеганг ван Мехелен

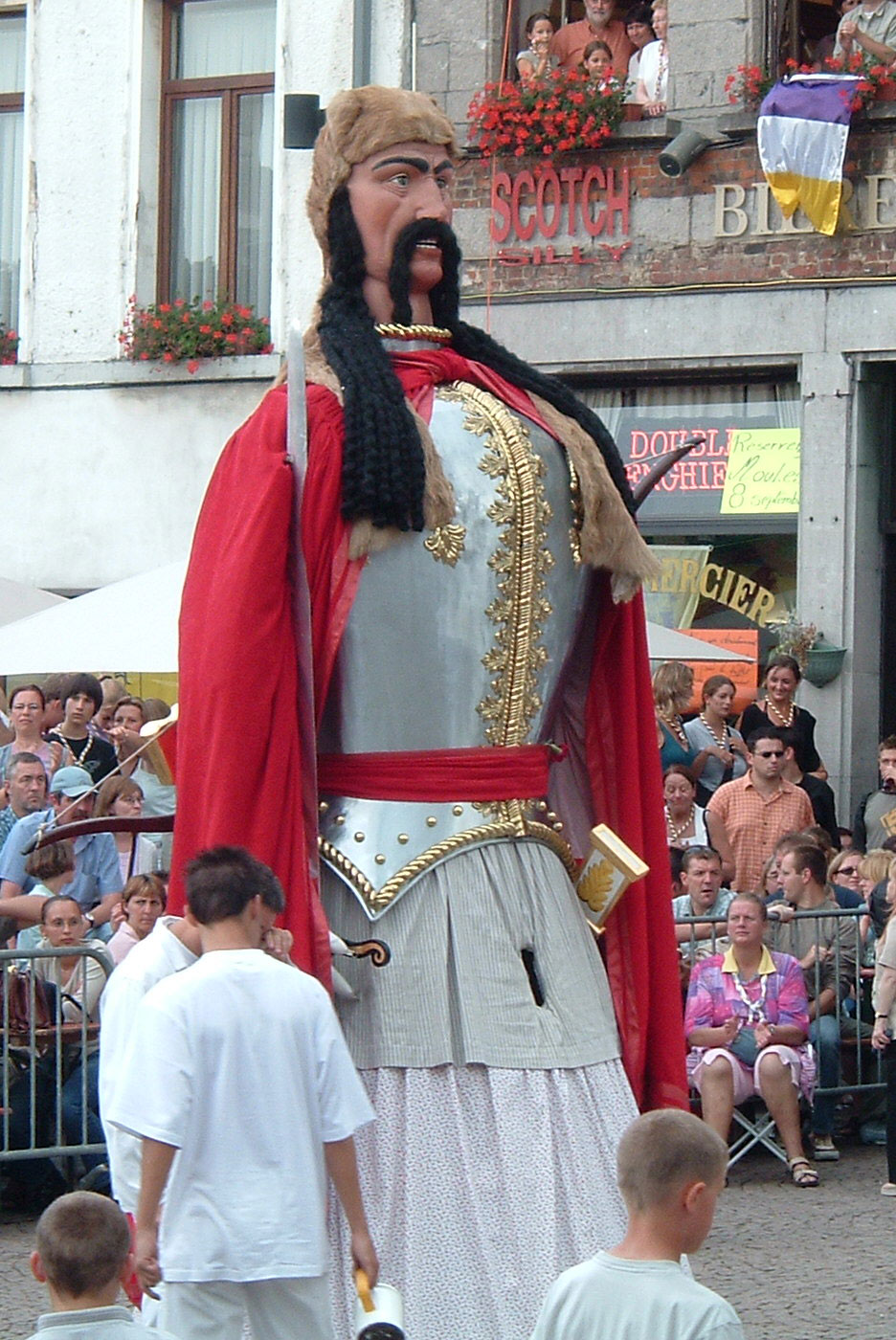
Гігантський Амбіорикс у Дюкас д'Ат, Бельгія
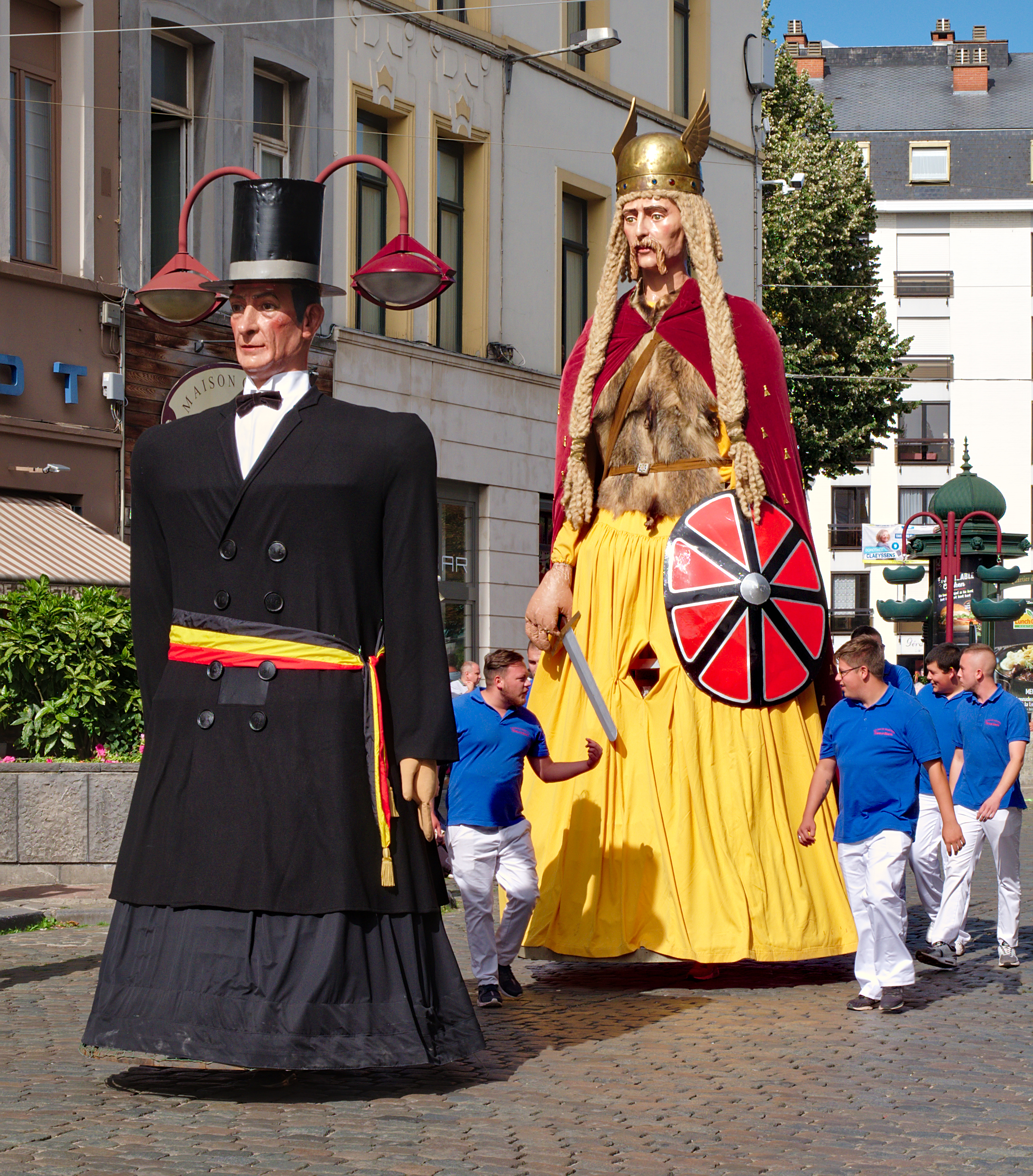
Гіганти Турне, Бельгія
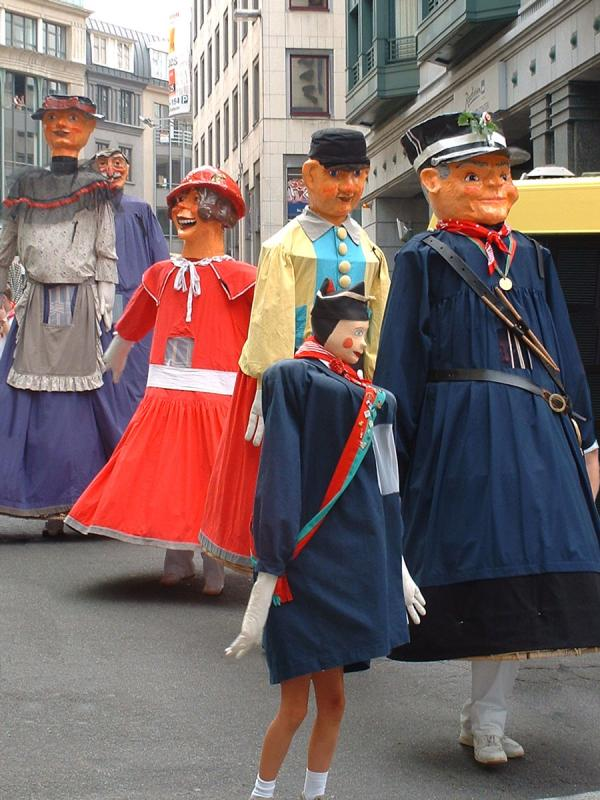
Гіганти Майбоум Брюсселя
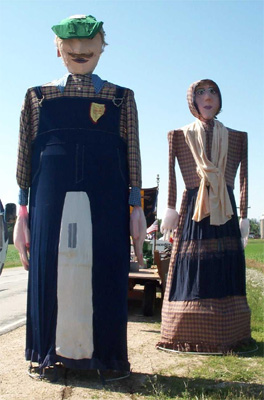
Гіганти бельгійсько-американської громади у Брасселсі, штат Вісконсин

## Франція
Велетень є одним із символів регіону Нор-Па-де-Кале. Це об'єкт культурних практик предків, які досі живі. Присутній на обласних фестивалях та заходах, представляє північну громаду.
Нині в області налічується понад 450 велетнів, розкиданих по всій території. Проте існують більш динамічні внутрішньорегіональні зони, розташовані навколо центральних точок. Фламандська частина регіону є країною велетнів; у кожному місті є один або декілька з них. Приклади включають Reuze Papa та Reuze Maman з Касселю, Tisje Tasje з Азебруку, Jean de Bûcheron та La Belle Hélène у Стеенвоорді та Totor зі Стеенверку. На півдні, в регіоні Ланґедок, є кольт Пезенас, а в Провансі — Тараск Тараскон (Буш-дю-Рон).
- Кассель: Reuze Papa і Reuze Maman
- Дуе: Гаян, Марі Кагенон, Фійон, Жако, Бінбен
- Пезенас: le Poulain
- Тараскон: la Tarasque

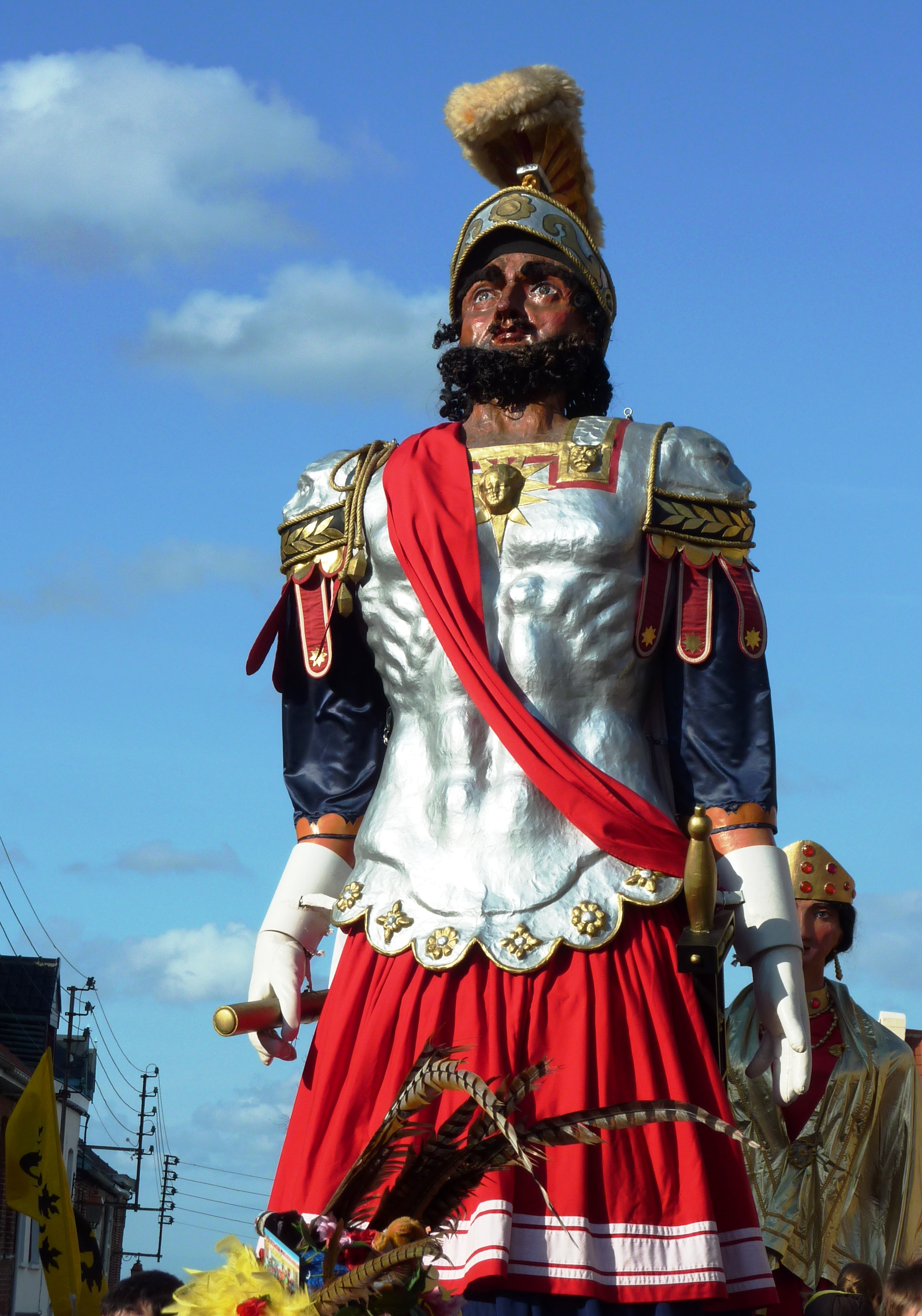
Reuze Papa з Касселю, Франція
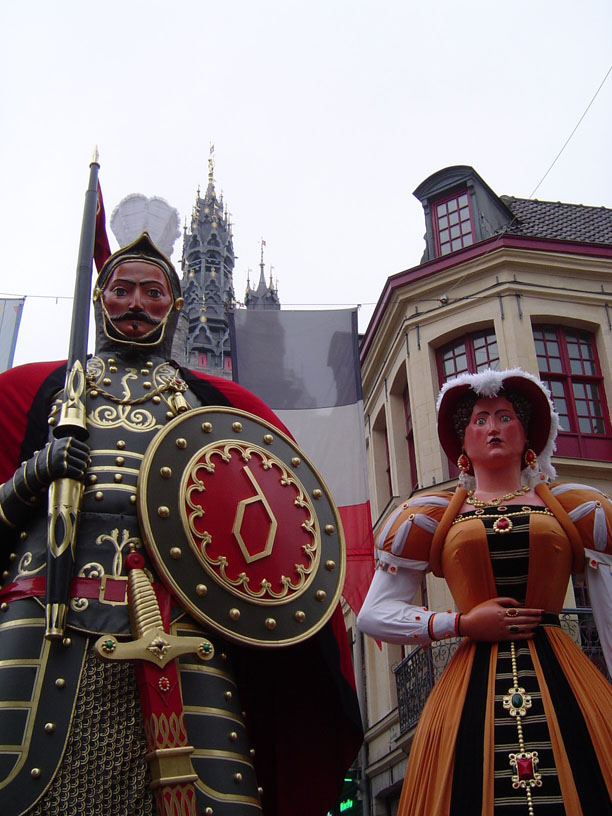
Пара велетнів; Гаян і Марі Кагенон, Дуе, Франція
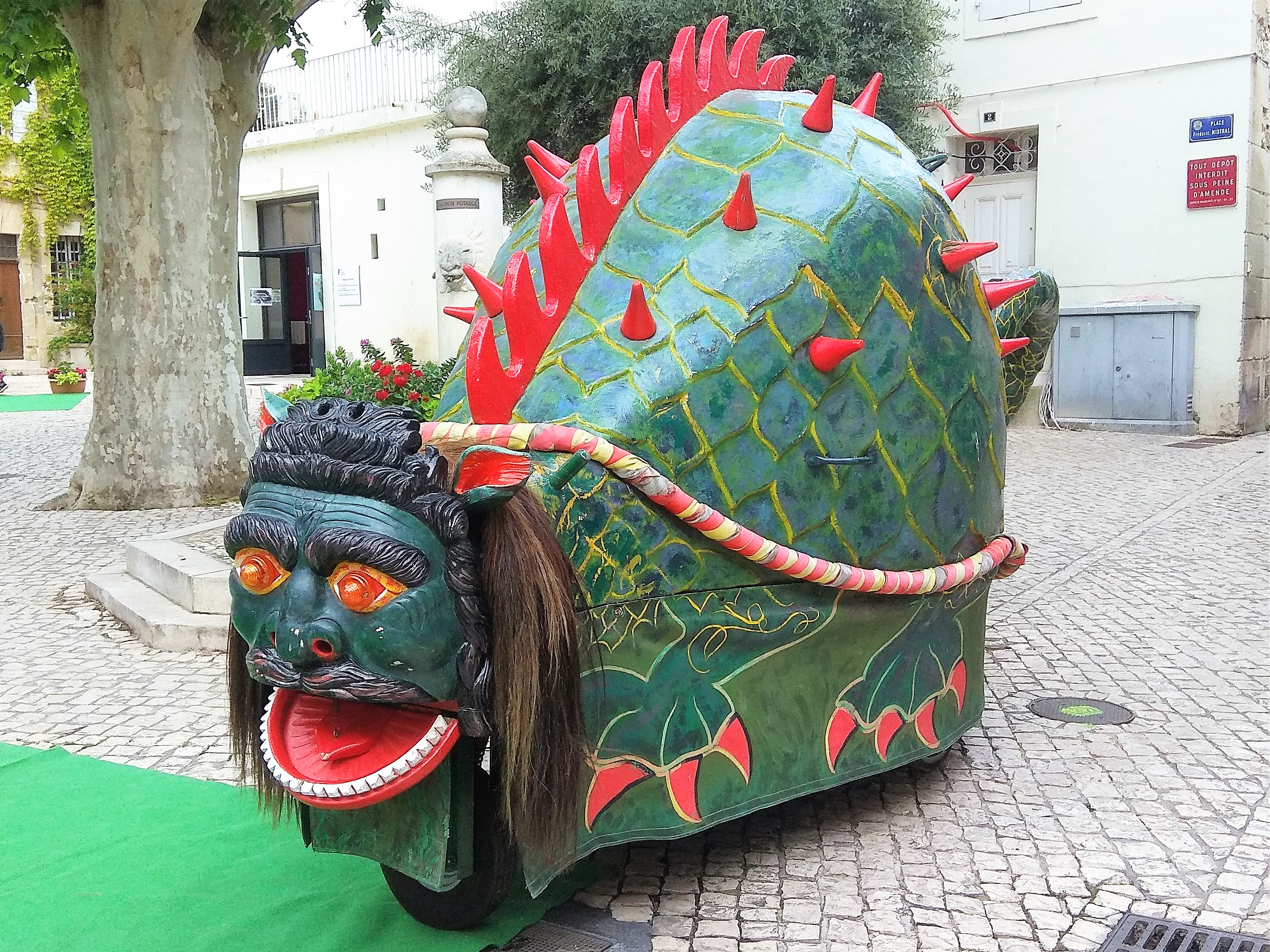
Скловолокно Тараск у Тарасконі, Франція